# کمپل فلاکمور
کمپل فلاکمور (انگلیسی: Campbell Flakemore؛ زادهٔ ۶ اوت ۱۹۹۲) دوچرخه‌سوار اهل استرالیا است.
وی در مسابقات کشوری و بین‌المللی در مجموع برندهٔ ۱ مدال طلا شده‌است.